# Ethel Barns
Ethel Barns (5 de diciembre de 1873 -31 de diciembre de 1948) fue una violinista, pianista y compositora inglesa. Nació en Londres y entró en la Royal Academy of Music cuando era adolescente, donde estudió con Emile Sauret para violín, Ebenezer Prout para composición y Frederick Westlake para piano.
Barns hizo su debut como violinista en The Crystal Palace en Londres en 1896 y realizó giras por Inglaterra y Estados Unidos. Mientras estaba de gira, Barns a veces acompañaba a la destacada cantante de ópera Adelina Patti . Barns fue miembro del primer consejo de la Society of Women Musicians, que fue fundada en 1911. Barns se convirtió en profesor en la Royal Academy of Music y murió en Maidenhead el 31 de diciembre de 1948.

## Primeros años y carrera
Barns nació en Londres en el año 1874 (algunas fuentes enumeran incorrectamente 1880 como su año de nacimiento). En 1887, a la edad de trece años, Barns se matriculó en la Royal Academy of Music y comenzó a tomar lecciones de violín con Emile Sauret . Barns también tomó lecciones con Frederick Westlake para piano y Ebenezer Prout para composición.
Una de sus primeras actuaciones en público fue en 1890, en un concierto con dos movimientos del concierto para violín de Louis Spohr en el St. James's Hall de la Royal Academy. En 1891 cantó y tocó el violín en Cadogan Gardens. Romance, una composición para violín y piano, una de sus primeras composiciones, se publicó ese mismo año. Barns continuó estudiando con Emile tras obtener su título en 1895 y trabajar como profesora sustituta en la Royal Academy of Music..
En este punto de los comienzos de la carrera de Barns, ya se había establecido como "músico versátil" tocando como violinista habitual, interpretando obras como el concierto para piano de Beethoven y tocando piezas de Gabriel Fauré y Pablo de Sarasate. Barns interpretó sus propias composiciones y las de otros compositores en salas de conciertos de todo Londres, incluido el Crystal Palace en 1896. A través del editor Stanley Lucas, también empezó a publicar sus composiciones, muchas de las cuales también había estrenado. Estas primeras publicaciones incluían piezas como "A Fancy" y "Waiting for Thee" para violín, piano y voz.
Barns se casó con Charles Phillips, un barítono, en 1899, y lo conoció ocho años antes en uno de sus conciertos. Mantuvo tanto su nombre como su carrera, lo que no era inusual para las mujeres profesionales de la época. La pareja fundó la Serie de Conciertos de Cámara Barns-Phillips en Bechstein Hall, que fue diseñada para ayudar a promover las composiciones de Barns. Después de su interpretación de 1900 de su Violin Sonata No. 1 in D Minor (que no se publicó) en Steinway Hall, un crítico comparó la suya con las obras de Edvard Grieg, Anton Rubinstein y Johannes Brahms. Schott publicó el Concierto para violín en la mayor de Barns, el mismo año en que lo estrenó en un concierto de Barns-Phillips en 1904. La experta en Barns, Sophie Fuller, describió que la obra tiene una "obra típicamente tempestuosa y lírica con armonías de piano ricas y sonoras y una parte solista difícil pero siempre violinística". Otros artistas también llevaron las composiciones de Barn al escenario, incluido Joseph Joachim, quien interpretó su Segunda Sonata y su Concierto para violín, y su maestro, Emile Sauret, quien interpretó Barns Fantasy.
Otras piezas interpretadas como parte de la serie Barns-Phillips incluyeron su Piano Trio in F Minor y su Third Violin Sonata en 1908. Este último marcó el regreso de Barn a los escenarios después de recuperarse de una grave enfermedad. 1908 también vio el estreno de la Suite para violín y piano de Barns, interpretada por uno de sus editores, Schott. En 1909, su obra para violín y orquesta, Concertück, se estrenó en el Queen's Hall Promenade Concerts Schott vio que esta obra se publicaría como arreglo para piano un año después. Entre los años 1907 y 1928, Schott publicó al menos 35 obras compuestas por Barns, entre ellas Chant Elegiaque (1907), Hindoo Lament (1907), Idylle Pastorale (1909), e incluso Eight Pieces (1910), la colección para uso educativo. . Schott luego publicó la Sonata para violín n. ° 4 de Barns en sol menor, op. 24 en 1911, que había sido estrenada por Barns el año anterior, nuevamente en un concierto de Barns-Phillips. 1911 fue también el año en que WW Cobbett encargó Barns en nombre de Musician's Company. Esta pieza fue Fantasy Trio for Two Violins and Piano, que Barns estrenó junto a su maestro, Sauret.
Barns continuó componiendo, publicando y actuando hasta finales de la década de 1920. En 1927 interpretó la Quinta Sonata para violín. Un año después, publicó tres piezas más para violín y piano.

## Trabajos seleccionados

### Orquesta
- Concierto para violín en la mayor (1904)
- "La escarpolette" (1908)

### Cámara
- Romance (1891)
- Polonesa" (1893)
- Mazurca (1894)
- Tarantela (1895)
- Chanson gracieuse (1904)
- Danza característica para violín y piano (1907)[17]
- Lamento hindú (Chanson indienne) (1908)[18]
- Concierto (1908)
- L'Escarpolette (Swing Song) para violín y piano (1908)[18]
- Humoresca (1909)
- Andante gracioso (1911)
- Trío de fantasía para 2 violines y piano, op. 26 (encargado por WW Cobbett) (1912)
- Crepúsculo (1913)
- Pierrette (1917)

### Piano
- Trío con piano en fa menor (1904)
- 2 bailes (1907)
- Valse gracieuse (1908)
- Humoreske (1910)
- Escenas de aldeanos (1911)
- Una impresión (1912)
- Tierra de monos (1916)
- 4 paisajes (1919)

### Violín
- Valse Caprice para violín y piano (1894)
- Sonata 1 en re menor, interpretada en 1900
- Sonata n.º 2 en la mayor, op. 9 (1904)
- Sonata 3, interpretada en 1906
- Sonata n.º 4 en sol menor, op. 24 (1911)
- Sonata n. ° 5 (1927)

### Vocal
- Una fantasía (1892)
- Esperando por ti (1892)
- Nunca fue así (1901)
- Recuerdo (1903)
- Recuerda u olvida (1904)
- Un rescate (1907)
- Duerme, corazón cansado (1911)
- Berceusa (1912)
- Para ti (1914)
- En aguas profundas (1918)
- Idilio pastoral (1909)

### Grabaciones
Su música ha sido grabada y emitida en medios, incluyendo:
- "Recital de violín: Howick, Clare", compositoras británicas: Ethel Smyth, Elizabeth Maconchy‚ Ethel Barns‚ Irena Regina Poldowski‚ Phyllis Tate. Naxos 8.572291 (2008)
  - Una grabación de La Chasse de Barns, obra para violín y piano interpretada por Clare Howich, se puede escuchar aquí: Barns: La Chasse (página 1 de 1)
- "Swing Song", Colección de obras de Ethel Barns, interpretada por Cary Lewis (piano) y Nancy Schechter (violín). Aca Digital (2005)
- "Idylle - May Mukle " (13 de abril de 1915) Victor